# Залив Любви
Зали́в Любви́ (лат. Sinus Amoris) — залив в лунном Море Спокойствия.
Селенографические координаты 20°02′ с. ш. 37°20′ в. д. / 20,03° с. ш. 37,33° в. д., диаметр около 189 км. К востоку от залива расположено Болото Сна, к северу — Таврские горы.